# Giovanni Hidalgo
Giovanni Hidalgo (22 de noviembre de 1963 en San Juan, Puerto Rico) es un percusionista puertorriqueño.

## Primeros pasos
El legendario percusionista Giovanni Hidalgo nació en Puerto Rico en el 1963 y creció en un hogar rodeado por los tambores, bongos, congas y timbales usados por su padre y abuelo, ambos músicos también.
Este talentoso músico puertorriqueño es hijo del destacado conguero José Manuel «Mañengue» Hidalgo Allende y Celenia Journet Toro. Se crio en la Calle San Sebastián, del Viejo San Juan. Inició el aprendizaje de estos instrumentos Con El Narizon De Sebastian Arenas a la tierna edad de tres años bajo la tutela paterna. Hidalgo comenzó a tocar en una conga hecha a mano en la casa por su padre de un barril de madera, él practicó también en otros instrumentos de percusión, aplicando su talento magnífico para llegar a ser uno de los primeros percusionistas latinos en el mundo de hoy. Los sonidos que otros percusionistas crean con palos, Hidalgo crea con sus manos. Su precisión rápida como relámpago es particularmente admirada por otros.
Desde que era niño, Giovanni Hidalgo mereció ser calificado por los grandes percusionistas del momento como un virtuoso de la percusión rumbera. Aunque es muy buen timbalero y evidencia gran dominio de la gama completa de los tambores antillanos, su especialidad son las congas. Hoy se le reconoce como uno de los mejores congueros del mundo entre los de su generación y, muy posiblemente, uno de los más rápidos de todos los conocidos.
Giovanni Hidalgo Journet era como una aparición. Robusto, tofetito y no le molestaba cargar su conga ni la de su padre. Había que dejarle el canto. ‘Mañengue’ le llevaba a las veladas, a los teatros populares, a los cumpleaños de la barriada, a las comelatas y a construir con piel de cabro las pleneras debajo de aquellas casas frente al Atlántico, donde se convivía con la marea.
‘Mañengue’ en los 70, era todo un ídolo como el conguero estrella de Richie Ray y Bobby Cruz, codeándose con todos los músicos más famosos de Puerto Rico y el extranjero, mientras Giovanni observaba. Eso le llevaba como niño despierto con sus amiguitos Edwin Rosado, Anthony Carrillo y Humberto Ramírez –en aquel momento de diez años– a comenzar lo que denominó como una profundización de análisis y de práctica, para preguntarse si algún día, les llamarían para tocar con algunos de aquellos famosos.
Mas, todavía no se había escrito que sería “el conguero más famoso del mundo”, como es considerado por muchos.
Se crio con su abuela que bailaba, le decían Luisa, la Cubana porque era de allá; su abuelo de crianza Nando era bongocero; el otro Cagüita tocaba música de trío; su también papá de crianza, Papi Penchi, era bajista; su padrino Feliú, era el cantante principal de los Latin Swing; su papá ‘Mañengue’ tocaba con Richie Ray y Bobby Cruz en pleno apogeo de la orquesta; y si bajaba a la barriada lo esperaban Julio Collazo, Chino Timba, Ariel, Tato Salsa, Viruet y Luna de los Zepia con una rumba ‘underground’. Al llegar después, a la calle Lealtad de la parada 15, su abuela Julia se ocupaba de educarlo en la canción de tríos; y él, de niño, me curaba con todos ellos.
Sus amigos de infancia se educaron y pasaron por la Escuela Libre de Música, el Conservatorio de Música, los Heineken Jazz Fest y por el Berklee College de Boston. Eso less ayudó a desarrollarse y a trabajar con agrupaciones como la de Mario Ortiz que lo llamó a su casa. ‘¿Qué qué?’, dijo. Era como entrar a la universidad, un reto. Eso fue a sus 13 para 14 años y después vino Luiggi Texidor, Charlie Palmieri, con quien empezó a viajar y Batacumbele.
Después le arroparon sus sueños con Batacumbele, dirigido por Cachete Maldonado, tocando después con Tito Puente, Rubén Blades, Mongo Santamaría, Art Blakey, Eddie Palmieri, Airto Moreira, Freddie Hubbard, Paquito D’Rivera, Carlos Santana, Paul Simon, Michel Camilo, McCoy Tyner, Kip Hanrahan, Hilton Ruiz, su amigo de niñez Humberto Ramírez, Carlos ‘Patato’ Valdés y Mickey Hart, con quien grabara sus dos discos premios Grammy.
ref.(https://www.elvocero.com/escenario/una-vida-forjada-a-golpes/article_3d63d5a6-5ab3-11e7-89df-5f80efd2e6b0.html)

## Primeras actuaciones
En 1974, contando apenas once años, se unió al conjunto del bajista Antonio García «Papi Penchi». Más adelante en 1975 realizó algunas presentaciones acompañado por Roberto Roena & Apollo Sound y las orquestas de Mario Ortiz y Eddie Palmieri. A los trece, formó parte de la encabezada por el sonero Luigi Texidor. En lo sucesivo colaboró ocasionalmente con gran número de formaciones. Entre 1979 y 1981 asistió como oyente al Conservatorio de Puerto Rico y, durante ese período, completó el Conjunto de Percusión de dicha institución con Pablo «El Indio» Rosario, Pepe Torres, Freddie Santiago Campos, David Ruiz y Carlos Lasanta.

## Bandas propias
En 1980 fue uno de los miembros fundadores del que sería importante colectivo Batacumbele, de Ángel Rubén «Cachete» Maldonado. Integrando esta banda viajó a Cuba en 1981 y 1984. Siempre permanecería vinculado a esta importante formación que, durante sus primeros años, pretendió ser la respuesta boricua a la extraordinaria orquesta de jazz afrocubano Irakere. Debido a sus prolongados períodos de receso no logró alcanzar tal objetivo.En 1984 hizo parte de la banda puertorriqueña Zaperoko.
En enero de 1989, «Mañenguito» – como se le llama popularmente por ser heredero del gran «Mañengue» – fue seleccionado por el insigne trompetista Dizzy Gillespie para integrar un sexteto con el que agotaría una gira de un mes por el continente africano. Luego, también formó parte de la United Nations All Stars Orquestra, organización de quince estelares y virtuosos instrumentistas creada por Gillespie. Con esta banda recorrió triunfalmente Australia, Europa, Estados Unidos y Canadá.
En 1990 formó su sexteto de jazz Puerto Rico All Star Jazz, que, originalmente, estuvo integrado por Luis Quevedo y/o Eric Figueroa (pianista); Tommy Villarini (trompetista); David Sánchez, poco después sustituido por Víctor Payano (saxofonista tenor); José Gazmey (bajista); Carlos Pérez (baterista) y Eduardo «Sabú» Rosado (percusionista). Frente a esta agrupación debutó en el Club Caribe, del Hotel Caribe Hilton, el 24 de mayo y, al mes siguiente (junio 23), actuó como telonero en el concierto que, en el Centro de Bellas Artes Luis A. Ferré, ofreció Poncho Sánchez y Su Grupo con Mongo Santamaría como invitado especial. Más adelante, ofreció otro concierto en el Hotel Sands (julio 13). Por otro lado, durante el período 1991 - 1992 completó el quinteto del saxofonista Paquito D'Rivera con Howard Levi (pianista); Fareed Haque (guitarrista); David Fink (contrabajista) y Jorge Rossi (baterista).

## Discografía
Su trabajo musical es amplio, como solista o director de grupo ha grabado los siguientes discos compactos, “Villa Hidalgo”, 1992 en donde tuvo como estrellas invitadas a los virtuosos Dizzy Gillespie en “Villa Hidalgo” y Paquito D'Rivera en “Bahía San Juan”, “Worldwide”, 1993, “Time Shifer”1996, “Hands on Motion”, 1996. Con Michel Camilo como invitado especial, que incluye sus composiciones “My Soul Beat” y “Hand on Motion”, “Hands of Rhythm”, editado feb. 11, 1997, Con Michel Camilo. Nominado al Grammy, “The Best of Giovanni Hidalgo”, 1998. Recopilación, “Best Friends”, 1999. Junto a Humberto Ramírez, “Traveling Throuh Time”, 2000, con el baterista cubano Horacio «El Negro» Hernández.
Como acompañante tiene una extensa discografía que incluye entre otros discos compactos a Eddie Palmieri & Orquesta: “Palo pa' rumba” (Música Latina), 1984, Dave Valentín: “Live at the Blue Note, 1988, Paquito D'Rivera: “Río Conexión”; “Who's Smoking? ”, Paquito D'Rivera & Arturo Sandoval: “Reunión”, 1991, Hilton Ruiz: “Live at Birdland”, 1992, Lanzado en 1994. — “Steppin' With T.P.”, 2005, Arturo Sandoval: “Danzón”, 1994, Tito Puente & Orquesta: “Jazz Latino, Vol. 4”, 1997 y McCoy Tyner: “McCoy Tyner and the Latin All Stars”, 1999.

## Enseñanza
Giovanni Hidalgo fue profesor de Percusión Latina en el Berklee College Of Music, en Boston (1992-1993). Sus múltiples compromisos internacionales le impidieron mantener aquella responsabilidad.
El 23 de enero de 1993 Giovanni ofreció un concierto con la Orquesta Sinfónica de Puerto Rico, dirigida por Roselín Pabón, en el Centro de Bellas Artes de San Juan (Puerto Rico).
- Datos: Q709665
- Multimedia: Giovanni Hidalgo / Q709665